# Јовановац (Крагујевац)
Јовановац је насељено место града Крагујевца у Шумадијском округу. Припадао је градској општини Аеродром од 2002. до 2008. године, да би након тога општине биле укинуте. Према попису из 2022. има 1203 становника (према попису из 2011. било је 1279 становника). Насеље је основано крајем осамнаестог века.
Под њивама се налази 546,87 , воћњацима 33,32 , виноградима 2,5 , ливадама 72,99 , пашњацима 9,98  док остало земљиште заузима 3,78 ha.

## Географија
Територија села Јовановац налази се у централном делу Србије. Атар села Јовановца захвата простор величине од 670 хектара. Под њивама се налази 546,87 , воћњацима 33,32 , виноградима 2,5 , ливадама 72,99 , пашњацима 9,98  док остало земљиште заузима 3,78 ha. Смештена је у источном пределу Шумадије и захвата сливно подручје средњег тока Лепенице. Налази се у источном, делу територије града Крагујевца и смештен је на левој обали Лепенице (притоке Велике Мораве). Лепеница пролази кроз сеоски атар, али не и кроз насеље. Из тог разлога и када плави, Лепеница наноси штете пољским усевима, али не угрожава куће. У реку се уливају сеоски потоци Глуваћ и Бозман. Кроз Јовановац пролази река Угљешница која се улива у Лепеницу.
Јовановац се на северу граничи са Новим Милановцем, на североситоку Цветојевцем, истоку Корман а на југу и западу са Крагујевцем.
Јовановац се налази на 156 метара надморске висине, око 5 km источно од Крагујевца и око 130 km јужно од Београда. Кроз насеље пролази железничка пруга Лапово - Крагујевац и Државни пут IБ реда 24, Баточина - Крагујевац - Краљево. Пут је већим делом магистрални пут са две саобраћајне траке, док је деоница између Градца и Крагујевца изграђена као ауто-пут у конфигурацији 2+2, са одвојеним тракама за саобраћај, зауставним тракама и раскрсницама ван нивоа. Међутим за саобраћај је до сада пуштена само деоница од Крагујевца до Ботуња, део који пролази кроз територију Јовановца.
На улазу у село из правца Крагујевца се налази градска депонија Јовановац на којој се годишње одлаже 550.000 тона смећа.

## Историја
По причи село је добило име по неком Јовану који се први доселио у овај крај. По истријским подацима настао је у време Кочине Крајине, крајем осамнаестог века. Дели се на Горњи и Доњи крај. Село је расло сразмерно природним прираштајем и досељавањем. Дванаест родова (53 куће) је дошло за време Првог српског устанка, а 15 (19 куће) после 1815. године. Досељеници су дошли из 13 области, а највише из Старе Србије.
Пораст броја становника је настављен и на почетку двадесетог века. Према попису становништва 1903. године је имао 882, а седам година касније 1122 становника. Након Првог светског рата Јовановац броји 982 становника, а пад у броју становника може се приписати великом страдању Срба у рату. Након Другог светког рата па све до данашњег дана Јовановац је само на попису 1971. године имао мање од хиљаду становника (951). На последњем попису становника је примећен пораст у броју становника па сада Јовановац има 1279 становника, што је највећи број у историји. На то је утицала близина града Крагујевца који се налази на само 5 km.
У село постоји џидовско гробље, а сеоска заветина је Свети Лука. Пре петнаест година је почела да се гради црква посвећена Светом Јовану Крститељу, али још није завршена. У селу постоји и основна школа „Светозар Марковић", које је истурено матично одељење школе у Крагујевцу.

## Пољопривреда
Пољопривреда је водећа привредна грана по обиму производње као и по запослености локалног становништва. Највише се гаје кукуруз и пшеница.
Сточарство је најзначајнија грана производње у пољопривреди у Јовановцу и свим околним селима у Шумадији и Поморављу. Сточарство је најтраженији део пољопривреде, јер њени производи (месо, маст, млеко, јаја) спадају у главне прехрамбене производе становништва. Сељак ситног пољопривредног газдинства у Јовановцу је сваштар, гаји више врста стоке. Гаји говеда, свиње, овце, коње и живину.

## Спорт
У Јовановцу постоји фудбалски клуб Хајдук који се тренутно такмичи у Другој лиги Крагујевца, шестом такмичарском нивоу српског фудбала. Клуб је основан 1936. године, и редован је учесник лига које организује фудбалски савез града Крагујевца.

## Демографија
У насељу Јовановац живи 964 пунолетна становника, а просечна старост становништва износи 41,8 година (40,9 код мушкараца и 42,7 код жена). У насељу има 388 домаћинстава, а просечан број чланова по домаћинству је 3,00.
Ово насеље је великим делом насељено Србима (према попису из 2002. године).
|             | \| Демографија[7] \| Демографија[7] \| Демографија[7] \| \| Година \| Становника \| Становника \| \| -------------- \| -------------- \| -------------- \| \| 1948. \| 1.059 \| \| \| 1953. \| 1.037 \| \| \| 1961. \| 1.027 \| \| \| 1971. \| 951 \| \| \| 1981. \| 1.174 \| \| \| 1991. \| 1.241 \| 1.227 \| \| 2002. \| 1.165 \| 1.189 \| \| 2011. \| 1.279 \| \| \| 2022. \| 1.203 \| \| |            |
| Демографија | |            |
| Година      | Становника | Становника |
| 1948.       | 1.059 |            |
| 1953.       | 1.037 |            |
| 1961.       | 1.027 |            |
| 1971.       | 951 |            |
| 1981.       | 1.174 |            |
| 1991.       | 1.241 | 1.227      |
| 2002.       | 1.165 | 1.189      |
| 2011.       | 1.279 |            |
| 2022.       | 1.203 |            |

| Етнички састав према попису из 2002.‍ | Етнички састав према попису из 2002.‍ | Етнички састав према попису из 2002.‍ | Етнички састав према попису из 2002.‍ | Етнички састав према попису из 2002.‍ |
| ------------------------------------ | ------------------------------------ | ------------------------------------ | ------------------------------------ | ------------------------------------ |
|                                      |                                      |                                      |                                      |                                      |
| Срби                                 | Срби                                 |                                      | 1.142                                | 98,02%                               |
| Црногорци                            | Црногорци                            |                                      | 16                                   | 1,37%                                |
| Македонци                            | Македонци                            |                                      | 2                                    | 0,17%                                |
| Југословени                          | Југословени                          |                                      | 2                                    | 0,17%                                |
| непознато                            | непознато                            |                                      | 2                                    | 0,17%                                |

| \| \| м \| \| \| ж \| \| ? \| 5 \| \| \| 1 \| \| 80+ \| 12 \| \| \| 22 \| \| 75—79 \| 19 \| \| \| 26 \| \| 70—74 \| 36 \| \| \| 37 \| \| 65—69 \| 30 \| \| \| 48 \| \| 60—64 \| 26 \| \| \| 28 \| \| 55—59 \| 31 \| \| \| 21 \| \| 50—54 \| 53 \| \| \| 33 \| \| 45—49 \| 58 \| \| \| 63 \| \| 40—44 \| 39 \| \| \| 45 \| \| 35—39 \| 37 \| \| \| 29 \| \| 30—34 \| 30 \| \| \| 38 \| \| 25—29 \| 43 \| \| \| 37 \| \| 20—24 \| 51 \| \| \| 31 \| \| 15—19 \| 40 \| \| \| 33 \| \| 10—14 \| 34 \| \| \| 29 \| \| 5—9 \| 24 \| \| \| 27 \| \| 0—4 \| 18 \| \| \| 31 \| \| Просек : \| 40,9 \| \| \| 42,7 \| |      |  |  |      |
| |      |  |  |      |
| | м    |  |  | ж    |
| ? | 5    |  |  | 1    |
| 80+ | 12   |  |  | 22   |
| 75—79 | 19   |  |  | 26   |
| 70—74 | 36   |  |  | 37   |
| 65—69 | 30   |  |  | 48   |
| 60—64 | 26   |  |  | 28   |
| 55—59 | 31   |  |  | 21   |
| 50—54 | 53   |  |  | 33   |
| 45—49 | 58   |  |  | 63   |
| 40—44 | 39   |  |  | 45   |
| 35—39 | 37   |  |  | 29   |
| 30—34 | 30   |  |  | 38   |
| 25—29 | 43   |  |  | 37   |
| 20—24 | 51   |  |  | 31   |
| 15—19 | 40   |  |  | 33   |
| 10—14 | 34   |  |  | 29   |
| 5—9 | 24   |  |  | 27   |
| 0—4 | 18   |  |  | 31   |
| Просек : | 40,9 |  |  | 42,7 |

| Година пописа     | 1948. | 1953. | 1961. | 1971. | 1981. | 1991. | 2002. |
| ----------------- | ----- | ----- | ----- | ----- | ----- | ----- | ----- |
| Број домаћинстава | 227   | 225   | 256   | 259   | 312   | 330   | 388   |

| Број чланова      | 1  | 2  | 3  | 4  | 5  | 6  | 7 | 8 | 9 | 10 и више | Просек |
| ----------------- | -- | -- | -- | -- | -- | -- | - | - | - | --------- | ------ |
| Број домаћинстава | 80 | 97 | 54 | 98 | 26 | 26 | 5 | 2 | 0 | 0         | 3,00   |

| Пол    | Укупно | Неожењен/Неудата | Ожењен/Удата | Удовац/Удовица | Разведен/Разведена | Непознато |
| ------ | ------ | ---------------- | ------------ | -------------- | ------------------ | --------- |
| Мушки  | 510    | 150              | 311          | 33             | 16                 | 0         |
| Женски | 492    | 90               | 308          | 86             | 7                  | 1         |
| УКУПНО | 1.002  | 240              | 619          | 119            | 23                 | 1         |

| Пол    | Укупно                    | Пољопривреда, лов и шумарство | Рибарство                            | Вађење руде и камена | Прерађивачка индустрија       |
| ------ | ------------------------- | ----------------------------- | ------------------------------------ | -------------------- | ----------------------------- |
| Мушки  | 207                       | 22                            | 0                                    | 3                    | 82                            |
| Женски | 93                        | 11                            | 0                                    | 1                    | 32                            |
| Укупно | 300                       | 33                            | 0                                    | 4                    | 114                           |
|        |                           |                               |                                      |                      |                               |
| Пол    | Производња и снабдевање   | Грађевинарство                | Трговина                             | Хотели и ресторани   | Саобраћај, складиштење и везе |
| Мушки  | 3                         | 13                            | 24                                   | 3                    | 8                             |
| Женски | 0                         | 2                             | 15                                   | 2                    | 2                             |
| Укупно | 3                         | 15                            | 39                                   | 5                    | 10                            |
|        |                           |                               |                                      |                      |                               |
| Пол    | Финансијско посредовање   | Некретнине                    | Државна управа и одбрана             | Образовање           | Здравствени и социјални рад   |
| Мушки  | 0                         | 5                             | 4                                    | 24                   | 2                             |
| Женски | 1                         | 1                             | 1                                    | 10                   | 12                            |
| Укупно | 1                         | 6                             | 5                                    | 34                   | 14                            |
|        |                           |                               |                                      |                      |                               |
| Пол    | Остале услужне активности | Приватна домаћинства          | Екстериторијалне организације и тела | Непознато            | Непознато                     |
| Мушки  | 4                         | 0                             | 0                                    | 10                   | 10                            |
| Женски | 1                         | 0                             | 0                                    | 2                    | 2                             |
| Укупно | 5                         | 0                             | 0                                    | 12                   | 12                            |